# Wiciakowate
Wiciakowate (Polynemidae) – rodzina ryb okoniokształtnych (Perciformes).

## Zasięg występowania
Wody przybrzeżne mórz tropikalnych, również wody słonawe i słodkie.

## Cechy charakterystyczne
Ciało wydłużone, bocznie spłaszczone. Duży otwór gębowy w położeniu dolnym. Dolna szczęka cofnięta. Nazwa rodziny nawiązuje do budowy promieni płetw piersiowych, których dolna część przyjęła postać długich, luźnych wici służących jako dodatkowy narząd dotykowy. Liczba tych promieni jest zależna od gatunku. Płetwa ogonowa duża, głęboko wcięta.

## Klasyfikacja
Rodzaje zaliczane do tej rodziny:
Eleutheronema — Filimanus — Galeoides — Leptomelanosoma — Parapolynemus — Pentanemus — Polydactylus — Polynemus